# Richard Nonas
Richard Nonas (* 3. Januar 1936 in New York City; † 11. Mai 2021 ebenda) war ein US-amerikanischer Anthropologe, Minimalist, Bildhauer und Fotograf.

## Leben und Werk
Richard Nonas wurde 1936 geboren und wuchs in Brooklyn auf. Er studierte Amerikanische Literatur und Sozialanthropologie an der  University of Michigan, dem Lafayette College, der Columbia University und der University of North Carolina. Er arbeitete 10 Jahre lang als Anthropologe und betrieb Feldforschungen zu den amerikanischen Indianern im Norden von Ontario und Yukon in Kanada und im Süden Arizonas. Zwei Jahre verbrachte er in einem Dorf mit 50 Einwohnern im Norden Mexikos. Richard Nonas lehrte an der University of North Carolina und am Queens College, City University of New York.
Seine anthropologische Arbeit in der mexikanischen Wüste bildete die Grundlage für seine Auseinandersetzung damit, wie Raum wahrgenommen wird. Als Künstler war Nonas Autodidakt. Nonas ging nach Spanien, später, 1968, nach Paris. Ab 1970 lebte und arbeitete er in New York City, wo er schnell Kontakte mit Gordon Matta-Clark, Alanna Heiss und anderen Künstlern und Kuratoren knüpfte.
Holzbalken, Granitsteine und Stahlbrammen sind einige der Materialien, mit denen Nonas arbeitete. Boden- und Wandobjekte installierte er in Innenräumen, in verschiedenen Landschaften und als Kunst im öffentlichen Raum.

## Ausstellungen (Auswahl)

### Einzelausstellungen
- 1997: Skulpturenpark Umedalen, Umeå
- 1996: Musée d’art moderne et contemporain, Genf
- 1995: Crude Thinking. First in the Morning, Last at Night Kunsthalle Lund
- 1992: Het Apollohuis, Eindhoven
- 1988: Skissernas museum, Lund
- 1987: Outdoor installation Socrates Sculpture Park, Astoria (New York)
- 1986: Outdoor installation: Cut Cord Pori, Finnland
- 1983: Nassau County Museum of Art, Roslyn Harbor
- 1981: Richard Nonas: Parts to Anything Hudson River Museum, Yonkers
- 1978: Viewpoints: Richard Nonas Walker Art Center, Minneapolis
- 1977: Richard Nonas: Montezuma\'s Breakfast MoMA PS1, New York City[6]

### Gruppenausstellungen
- 2009: Seduction into the sign Biennale di Venezia, Venedig
- 2005: Open Systems; rethinking art c1970 Tate Gallery of Modern Art, London
- 1980: Two outdoor installations Art Gallery of Ontario. Toronto
- 1979: WordsWords Museum Bochum – Kunstsammlung Bochum
- 1977: documenta 6, Kassel

## Kunst im öffentlichen Raum (Auswahl)
- 2001: Fundación NMAC, Vejer de la Frontera
- 1999: Stoneline, Mondsee Land Art[7]
- 1994: Skarpnäck (Stockholms tunnelbana), Stockholm
- 1994: Borås Surround, Borås

## Auszeichnungen (Auswahl)
- 2013: Francis J. Greenburger Award[8]
- Gast Fondazione Antonio Ratti, Como[9]
- 1995: Artist in Residence, Atelier Alexander Calder in Saché[10]
- 1974: Stipendium der Solomon R. Guggenheim Foundation